# Onze-Lieve-Vrouw-Boodschapskerk (Elsene)

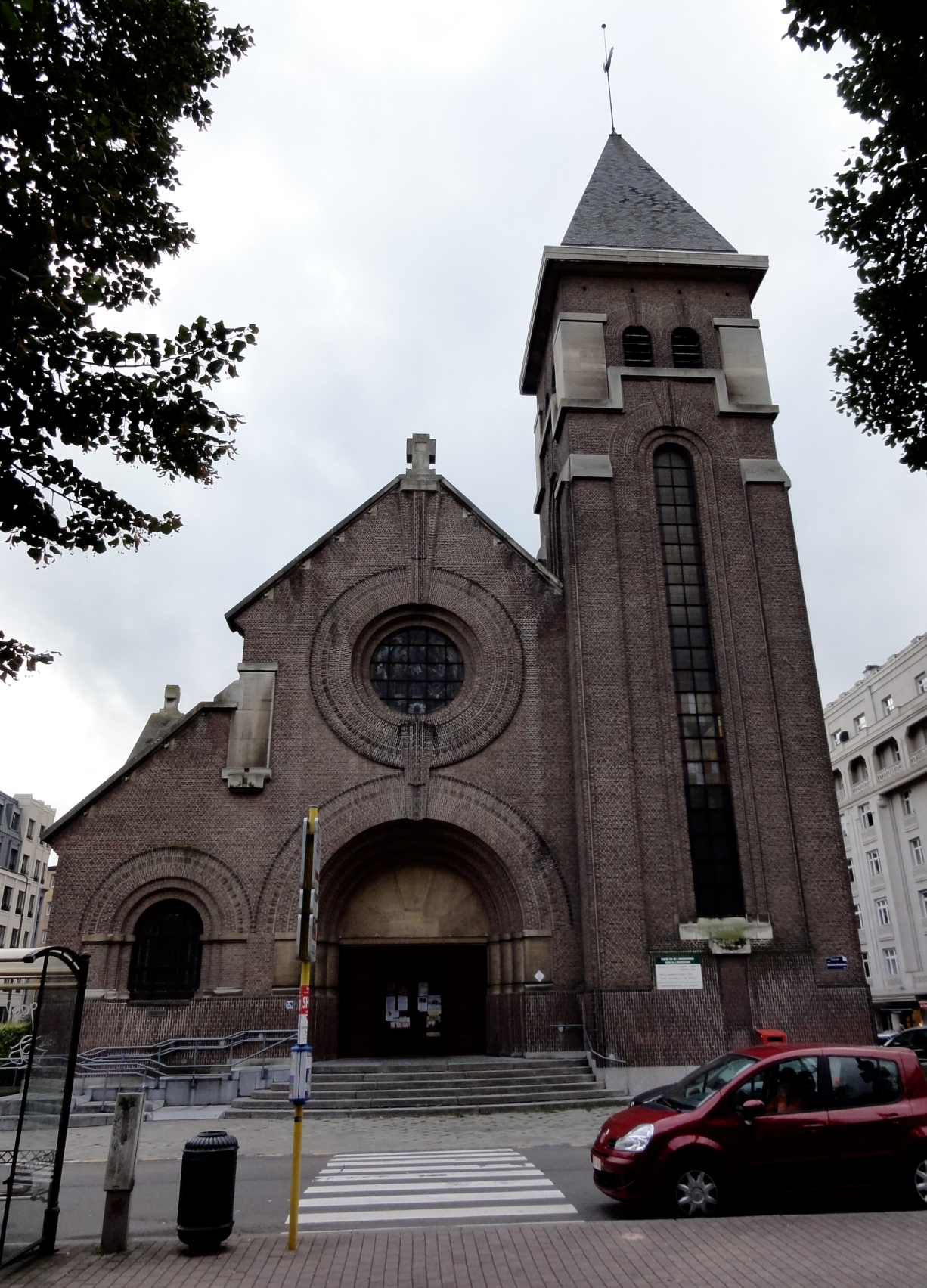
Onze-Lieve-Vrouw Boodschapkerk

De Onze-Lieve-Vrouw-Boodschapskerk (Frans: Église Notre-Dame-de-l'Annonciation) is een rooms-katholiek kerkgebouw dat zich bevindt aan het Georges Brugmannplein 1 te Elsene in het Brussels Hoofdstedelijk Gewest.
Deze basilicale kruiskerk werd gebouwd van 1932-1934 en architect was Camille Damman. Het bakstenen gebouw met betonnen sierelementen is in neoromaanse stijl met duidelijke invloed van art deco. Een aangebouwde vierkante toren wordt gedekt door een tentdak. Ook een vieringtorentje onder tentdak is aanwezig.
Julien De Ridder ontwierp de vier art deco biechtstoelen die zich in de zijbeuken bevinden en de marmeren doopvont.